# Finał Pucharu Polski w piłce nożnej 1986
Finał Pucharu Polski w piłce nożnej 1986 – mecz piłkarski kończący rozgrywki Pucharu Polski 1985/1986 oraz mający na celu wyłonienie triumfatora tych rozgrywek, który został rozegrany 1 maja 1986 roku na Stadionie Śląskim w Chorzowie, pomiędzy GKS-em Katowice a Górnikiem Zabrze. Trofeum po raz 1. wywalczył GKS Katowice, który uzyskał tym samym prawo gry w Pucharze Zdobywców Pucharów 1986/1987.

## Droga do finału
| GKS Katowice | GKS Katowice           | GKS Katowice | Runda        | Górnik Zabrze | Górnik Zabrze      | Górnik Zabrze |
| Data         | Przeciwnik             | Wynik        | Runda        | Data          | Przeciwnik         | Wynik         |
| ------------ | ---------------------- | ------------ | ------------ | ------------- | ------------------ | ------------- |
| 24.09.1985   | Górnik Niwka Sosnowiec | 3:1          | IV runda     | 25.09.1985    | Start Łódź         | 1:0           |
| 09.10.1985   | Lech Poznań            | 1:0          | 1/8 finału   | 09.10.1985    | Zagłębie Sosnowiec | 2:0           |
| 30.10.1985   | Legia Warszawa         | 3:1          | Ćwierćłfinał | 30.10.1985    | Śląsk Wrocław      | 1:1           |
| 20.11.1985   | Legia Warszawa         | 2:3          | Ćwierćłfinał | 20.11.1985    | Śląsk Wrocław      | 5:2           |
| 30.11.1985   | Pogoń Szczecin         | 1:2          | Półfinał     | 30.11.1985    | ŁKS Łódź           | 6:1           |
| 04.12.1985   | Pogoń Szczecin         | 3:1          | Półfinał     | 04.12.1985    | ŁKS Łódź           | 1:2           |

## Tło
W finale rozgrywek zmierzyły się ze sobą dwa kluby z Górnego Śląska: odnoszący pierwsze sukcesy w krajowych rozgrywkach GKS Katowice oraz mistrz Polski Górnik Zabrze, w związku z czym drużyna trenera Alojzego Łyski miał już zapewniony udział w Pucharze Zdobywców Pucharów 1986/1987.

## Mecz

### Przebieg meczu
Mecz odbył się 1 maja 1986 roku o godz. 17:00 na Stadionie Śląskim w Chorzowie. Sędzią głównym spotkania był Janusz Eksztajn. Mecz był jednym z najciekawszych finałów w historii rozgrywek. Już w 2. minucie Górnik Zabrze mógł objąć prowadzenie, jednak Marek Majka zbyt długo szukał miejsca do oddania strzału. W 20. minucie boisko musiał opuścić Adam Ossowski, którego zastąpił Marek Piotrowicz, który w 22. minucie został ograny przez Marka Koniarka, który po szybkim rajdzie podał do Jana Furtoka, który zdobył gola dla drużyny GieKSy na 1:0. W 27. minucie doskonałym dośrodkowaniem popisał się Piotr Nazimek, po czym Jan Furtok podwyższył wynik na 2:0.
W 48. minucie zawodnik Górnika Zabrze, Ryszard Komornicki po koronkowej akcji zdobył gola na 2:1. Kiedy zgromadzenia na trybunach kibice myśleli, że Górnik Zabrze zdobędzie kolejne gole, szans swoich nie wykorzystali Ryszard Cyroń i Andrzej Zgutczyński.
W końcówce meczu obrona Górnika Zabrze zapomniała o swoich obowiązkach, zbyt często wychodząc do przodu zapominając o szybkości napastników drużyny GieKSy, którzy skutecznie wykorzystali ich błędy: w 83. minucie Marek Koniarek podwyższył wynik na 3:1, natomiast w 87. minucie Jan Furtok spokojnym lobem ustalił wynik na 4:1.

### Szczegóły meczu
| 1 maja 1986 17:00 | GKS Katowice · Furtok 22', 27', 87' · Koniarek 83' | 4:12:0Raport | Górnik Zabrze · 47' Komornicki | Stadion Śląski, Chorzów Widzów: 55 000 Sędzia: Janusz Eksztajn (Warszawa) |
|                   |                                                    |              |                                |                                                                           |

| GKS Katowice: |  |                     |              |     |
|               |  |                     |              |     |
| BR            |  | Robert Sęk          |              |     |
| OB            |  | Piotr Nazimek       |              |     |
| OB            |  | Piotr Piekarczyk    |              |     |
| OB            |  | Krzysztof Zając     |              |     |
| OB            |  | Jerzy Kapias        | Żółta kartka |     |
| PO            |  | Marek Biegun        |              | 46' |
| PO            |  | Zbigniew Krzyżoś    |              |     |
| PO            |  | Józef Łuczak        |              |     |
| PO            |  | Mirosław Kubisztal  |              | 80' |
| NA            |  | Marek Koniarek      |              |     |
| NA            |  | Jan Furtok          | Żółta kartka |     |
| Zmiany:       |  |                     |              |     |
| NA            |  | Krzysztof Rzeszutek |              | 46' |
| PO            |  | Wiktor Morcinek     |              | 80' |
| Trener:       |  |                     |              |     |
| Alojzy Łysko  |  |                     |              |     |

| Górnik Zabrze: |  |                     |              |     |
|                |  |                     |              |     |
| BR             |  | Józef Wandzik       |              |     |
| OB             |  | Bogdan Gunia        |              |     |
| OB             |  | Józef Dankowski     | Żółta kartka |     |
| OB             |  | Joachim Klemenz     |              | 37' |
| OB             |  | Adam Ossowski       |              | 20' |
| PO             |  | Marek Majka         |              |     |
| PO             |  | Ryszard Komornicki  |              |     |
| PO             |  | Waldemar Matysik    |              |     |
| PO             |  | Jan Urban           |              |     |
| NA             |  | Andrzej Zgutczyński |              |     |
| NA             |  | Andrzej Pałasz      |              |     |
| Zmiany:        |  |                     |              |     |
| PO             |  | Marek Piotrowicz    |              | 20' |
| NA             |  | Ryszard Cyroń       |              | 37' |
| Trener:        |  |                     |              |     |
| Hubert Kostka  |  |                     |              |     |

| Puchar Polski w piłce nożnej 1985/1986 Zwycięzcy |
| ------------------------------------------------ |
| GKS Katowice 1. Tytuł                            |